# Corrado Ursi
Pour les articles homonymes, voir Ursi.
Corrado Ursi  (né le 26 juillet 1908 à Andria, dans les Pouilles et mort le 29 août 2003 à Naples) est un cardinal italien de l'Église catholique du XXe siècle, archevêque de Naples de 1966 à 1987.

## Biographie
Ordonné prêtre en 1931, Corrado Ursi exerce notamment les fonctions de vice-recteur et recteur au séminaire de Molfetta. 
Le 31 juillet 1951, Pie XII le nomme évêque de Nardò. Il est consacré le 30 septembre suivant par Mgr Carlo Confalonieri, alors secrétaire de la congrégation pour les séminaires et les universités. 
Il est promu archevêque d'Acerenza par Jean XXIII en 1961 puis transféré à l'archidiocèse de Naples en 1966. Il assiste au concile Vatican II de 1962 à 1965.
Le pape Paul VI le crée cardinal  au consistoire du 26 juin 1967 avec le titre de cardinal-prêtre de San Callisto. Il participe aux conclaves de 1978 (élection de Jean-Paul Ier et de Jean-Paul II). En 1987, âgé de plus de 78 ans, il renonce à l'administration de son archidiocèse.

## Succession apostolique
Corrado Ursi a ordonné les évêques suivants :
- Archevêque Antonio Zama (it) (1967)
- Archevêque Settimio Todisco (it) (1970)
- Cardinal Francesco Colasuonno (1975)
- Évêque Aldo Garzia (it) (1975)
- Évêque Armando Franco (it) (1977)
- Évêque Antonio Pagano (1977)
- Archevêque Antonio Ambrosanio (it) (1977)
- Archevêque Luigi Diligenza (it) (1978)
- Archevêque Mario Miglietta (it) (1979)
- Archevêque Cosmo Francesco Ruppi (it) (1980)
- Évêque Donato De Bonis (it) (1993)